# Chlorissa annobonica
Chlorissa annobonica is een vlinder uit de familie spanners (Geometridae). De wetenschappelijke naam van deze soort is voor het eerst geldig gepubliceerd in 1958 door Herbulot.
De soort komt voor in tropisch Afrika.